# 고령신
고령신(高令臣, 1045년 ~ 1116년)은 고려의 문신이다. 본관은 개주(開州). 예종 때 종2품 참지정사(叅知政事)에 이르렀다. 시호는 양경(良敬)이다.

## 생애
고령신은 어려서 고아가 되었다. 고려 문종 때 과거에 급제하여 1098년 우찬선대부(右贊善大夫)를 거쳐 1099년(숙종 3년) 이부낭중(吏部郞中) 추밀원우승선(樞密院右承宣)이 되었다.
1101년 6월 어사중승(御史中丞)으로 동북면병마사(東北面兵馬使)가 되고, 12월 형부시랑(刑部侍郎) 우간의대부(右諫議大夫)에 올랐다.
1105년 예종이 즉위하자 비서감(秘書監) 직문하성(直門下省)이 되었다. 1106년 경상도에 홍수가 나자 산기상시(散騎常侍)로서 안무사(按撫使)로 파견되어 공전세(公田稅)를 감면시켜 백성을 구제하였다.
1108년(예종 3) 상서로서 서북면병마사가 되고, 1109년 동지추밀원사를 거쳐 이부상서(吏部尙書) 지추밀원사(知樞密院事)를 역임하였다.
1113년 검교사공(檢校司空) 참지정사(參知政事)에 올랐다. 당시 대신들이 새로운 법을 만들어 예종에게 올렸으나, 고령신은 "조종(祖宗)께서 이루어놓은 법이 갖추어져 있으니 어수선하게 함부로 고쳐서는 안 된다. 그 법을 잃어버리지 않도록 하는 것이 옳다."며 반대하였다.
참지정사(叅知政事)로 치사(致仕)하고, 1116년 2월 72세로 사망하였다. 청렴하고 검소하여 죽었을 때 집에 남은 재물이 없었다고 한다. 시호는 양경(良敬)이다.

## 가족
아들은 고식(高湜)이다.